# Muzej mesta Hošiminh
Palača Gia Long (vietnamsko Dinh Gia Long, francosko palais de Gia Long), zdaj uradno Muzej mesta Hošiminh (vietnamsko Bảo tàng Thành phố Hồ Chí Minh) je zgodovinska stavba in muzej v mestu Hošiminh/Sajgon v Vietnamu. Muzej je na vogalu ulic Lý Tự Trọng in Nam Kỳ Khởi Nghĩa, na 2 hektarjih zemlje, v bližini Palače neodvisnosti.

## Zgodovina

### Pod Francosko Indokino
Gradnja palače se je začela leta 1885 in končala leta 1890, zasnoval pa jo je francoski arhitekt Alfred Foulhoux za namestitev Muzeja komercialne trgovine, ki bi razstavljal izdelke in blago južnega Vietnama. Vendar je stavba kmalu postala rezidenca guvernerja Kočinčine, začenši s Henrijem Éloijem Danelom (1850–1898).

### Druga svetovna vojna
Leta 1945 je nadzor nad palačo večkrat zamenjal lastnika. Potem ko je japonska cesarska vojska 9. marca strmoglavila kolonialni režim Francoske Indokine, je bil aretiran francoski guverner Ernest Thimothée Hoeffel in palača je postala rezidenca japonskega guvernerja Yoshia Minode.
14. avgusta so Japonci predali palačo svoji marionetni vladi Vietnamskega cesarstva, da bi jo uporabili kot rezidenco generalpodpolkovnika Nguyễn Văn Sâma.
25. avgusta jo je Việt Minh zasegel in aretiral Nguyễn Văn Sâma in sekretarja urada generalpodpolkovnika Hồ Văn Ngà. Kasneje je stavba postala sedež Začasnega upravnega odbora Južnega Vietnama, ki se je kasneje preimenoval v Ljudski odbor Južnega Vietnama.
10. septembra je podpolkovnik B. W. Roe (iz britanske vojaške misije) zasedel palačo in jo spremenil v sedež zavezniške misije, izselil pa je Ljudski odbor.
5. oktobra je stavbo uporabil general Leclerc kot začasni sedež Visokega komisariata za Francosko republiko v Indokini. Potem ko je admiral Georges Thierry d'Argenlieu iz visokega komisarjata izbral Norodomovo palačo za novo lokacijo komisije, je bila palača uporabljena kot pisarna Leclerca, tokrat kot uradni sedež komisarja Francoske republike v Južnem Vietnamu.

### Pod državo Vietnam
Po francoski ponovni osvojitvi Indokine je francoska vlada 2. junija 1948 stavbo predala začasni vladi države Vietnam in tam ustanovila svoj sedež. Kasneje so jo preoblikovali v palačo premierja, ki je služila kot uradna rezidenca premierja države Vietnam, začenši s premierjem Trần Văn Hữujem.
9. januarja 1950 je velik protest več kot 6000 študentov in učiteljev zahteval izpustitev študentov, aretiranih zaradi zagovarjanja vietnamske neodvisnosti. Ob 13:00 je premier Trần Văn Hữu ukazal policiji, naj umiri protest, pri čemer so aretirali 150 ljudi, 30 jih je bilo ranjenih, 1 dijak Trần Văn Ơn iz srednje šole Petrus Ký pa je umrl zaradi poškodb. Pogreba Trần Văn Ơna 12. januarja 1950 se je udeležilo 25.000 ljudi.

### Pod Republiko Vietnam
Od 26. junija do 7. septembra 1954 je bila ta palača uporabljena kot začasna uradna rezidenca predsednika vlade (Ngô Đình Diệm), saj je Norodomovo palačo še vedno zasedal francoski visoki komisar general Paul Ely. Bảo Đại je palačo preimenoval v palačo Gia Long, ulica ob njej pa se je preimenovala v Gia Long Street (iz La Grandìere). To je bila tudi zadnja rezidenca predsednika republike Vietnam Ngô Đình Diệma, od 27. februarja 1962 po tem, ko so uporniški piloti letalskih sil bombardirali in delno uničili Norodomovo palačo. Diệm je bil predsednik vlade od leta 1954 in predsednik od leta 1955, vendar je prvotno živel v Palači neodvisnosti, dokler je nista bombardirala dva uporniška pilota letalskih sil Republike Vietnam. Posledično se je moral Diệm preseliti in je ukazal zgraditi novo palačo, in se vmes preselil v palačo Gia Long. To je bilo zadnje mesto, kjer je Diệm delal pred atentatom 2. novembra 1963 v državnem udaru.
Vrhovno sodišče Republike Vietnam (Tối cao Pháp viện Việt Nam Cộng hòa) je bilo v palači od 31. oktobra 1966 do 30. aprila 1975, padca Sajgona.

### Pod Socialistično republiko Vietnam
Po invaziji severnovietnamskih komunistov na Južni Vietnam je 12. avgusta 1978 Ljudski odbor mesta Hošiminh odredil, da se nekdanje vrhovno sodišče uporabi kot Revolucionarni muzej mesta Hošiminh (Bảo tàng Cách mạng Thành phố Hồ Chí Minh), pozneje se je 13. decembra 1999 preimenovala v sedanje ime.

## Arhitektura
Dvonadstropna palača pokriva površino več kot 1700 m² in uporablja klasično baročno arhitekturo z evropskimi in orientalskimi vplivi. Tla, stopnišča in veže so bili evropski, streha pa orientalska. Palačo obdaja cvetlični vrt trapezaste oblike s 4 potmi.
Sprednja stran strehe je okrašena z groteskami. Druge zunanje strukturne zasnove vključujejo simbolične kokoši, ki predstavljajo dnevni čas in sove za noč in bele rože v obroču. Številni drugi motivi, vtisnjeni na strehi, so kombinacija grških mitoloških simbolov, ikoničnih rastlin in tropskih živali, kot so kuščarji in ptice, ki letijo ali širijo svoja krila.
Diệm je naročil gradnjo treh izjemno globokih predorov, ki vodijo iz palače v druge dele mesta, da bi lahko on in pomembni vladni uradniki/vojaki pobegnili v primeru državnega udara. Med državnim udarom leta 1963 je Diệm po splošnem prepričanju uporabil eno od teh poti za pobeg, da bi pobegnil iz obleganja palače, kar je povzročilo precejšnjo škodo. Pobegnil je v hišo pomagačev v Cholonu, vendar so ga dan pozneje ujeli in usmrtili. Predsedniki nasledniki so tam še vedno delali do dokončanja prezidane Palače neodvisnosti leta 1966. Predori so bili visoki 2,2 m, iz litega armiranega betona (170 kg železa / 1 m3 betona). Stene so bile debele 1 m, s 6 železnimi obokanimi vrati za vstop in izhod. Predori so imeli 2 stopnici navzdol, ki so vodile v klet s 6 prostori v skupni izmeri 1392,3 m², ki so vključevale konferenčne sobe, pisarne, kopalnice, električne sobe. Urad predsednika in urad svetovalca predsednika sta bila opremljena z agregati za neprekinjeno napajanje, prenosnimi radijskimi sprejemniki in RCA sprejemniki. Obstajata dva izhodna predodov, ki vodita proti ulici Le Thanh Ton, ter šest prezračevalnih odprtin in številni odtoki za odplake.
- Pogled na muzej (2009)
- Vhodna dvorana (2009)
- Razstavni prostor (2014)
- Razstavni prostor (2014)
- Razstavni prostor (2014)
- Vojaška letala: F-5A Freedom Fighter, A-37 Dragonfly in UH-1H Huey (2010)

## Zbirke
Predmeti, predstavljeni v muzeju, pripovedujejo zgodbo o mestu skozi arheološka odkritja, keramiko, stare načrte mesta - zlasti tiste, ki so bili ustvarjeni v času francoske Indokine -, pa tudi tradicionalna oblačila. Sobe so posvečene tudi gospodarskemu razvoju mesta in vojnam, ki jih je država doživljala v 20. stoletju. Razstavljena je tudi bogata zbirka vietnamskih kovancev.